# Герб Верхошижемского района
Герб муниципального образования «Верхошижемский район» — опознавательно-правовой знак, составленный и употребляемый в соответствии с правилами геральдики, служащий символом муниципального района «Верхошижемский район» Кировской области Российской Федерации.

## Описание герба
Описание герба:
В золотом поле лазоревый, с червлёным клювом и серебряными глазами дятел со сложенными крыльями, вместо лап и хвоста имеющий рыбий хвост, который касается золотой, окаймлённой лазурью волнистой оконечности; позади дятла сопровождающие его по сторонам два серебряных, тонко окаймлённых лазурью холма, из которых второй возникает слева. В левой вольной части — герб Кировской области. Девиз «ДЯТЕЛ-РЕКА» начертан лазоревыми литерами на золотой ленте.

Допускается воспроизведение герба в сокращённом виде — без ленты с девизом. При начертании девиза тире может быть опущено или заменено декоративным разделительным знаком.

## Обоснование символики
Обоснование символики:
Волнистая линия — река — символ жизни. Увалы — Отечество. Дятел-рыба — защитник жизни и Отечества.
Золотой цвет поля отражает величие, уважение законов, богатство, хлеборобство, торговлю.
Серебряный — чистоту, мир, благородство, справедливость.
Червлёный (красный) цвет — храбрость, мужество, отвагу, воинскую доблесть, воинское ремесло, готовность к защите жизни и Отечества.
Лазоревый (голубой) цвет — красоту, ясность, спокойствие, хладнокровие.

## История создания
- 25 июня 1999 — герб района утверждён решением Верхошижемской районной Думы[2]

- Герб Верхошижемского района включён в Государственный геральдический регистр Российской Федерации под № 705.

Автор герба, Г. И. Сергеев, обосновал создание фантастического дятла с рыбьим хвостом угро-финским значением гидронима Шижма как «дятел-река» и приводит следующий ответ государственного герольдмейстера Российской Федерации Г. В. Вилинбахова:
Рассмотрев представленные Вами материалы по символике (гербу) Верхошижемского района (письмо от 12.02.99 № 42) и в целом высоко оценив их, Государственная Герольдия, прежде всего, считает необходимым подчеркнуть главное достоинство представленной разработки: присутствие в гербе условного дятла-рыбы. Фантастические животные традиционно занимают чрезвычайно важное место в геральдике, и можно лишь сожалеть, что сегодня традиция нередко неоправданно забывается.

В этом отношении представленная символика Верхошижемского района может и должна быть поставлена в пример другим муниципальным образованиям России.